# Etnias de Afganistán

Mapa del territorio del asentamiento de grupos y subgrupos étnicos en el Afganistán (2005)

Afganistán es una sociedad multiétnica y mayoritariamente tribal. La población del país se divide en los siguientes grupos etnolingüística: Pastún, Tayikos, Hazara, Uzbeko, Sadat, Aimak, Turcomanos, Baluchi, Pashai, Nuristaní, Gujjar, Árabes, Brahui, Pamiri, Kirguís y algunos otros. En el Himno Nacional de Afganistán y en la Constitución afgana se menciona un total de 14 grupos étnicos.

## Identidad nacional
El término "afgano" es sinónimo del   etnónimo "pastún" y se ha mencionado ya en el siglo III, refiriéndose a las tribus que habitan las tierras al sur del Hindu Kush alrededor de las Montañas de Sulaimán. Se hizo prominente durante las dinastías Khalji, Lodi y Suri del norte de la India. El nombre se convirtió en la identidad nacional del Afganistán en la época moderna.2 A pesar de ser de diversos grupos étnicos, en una encuesta de investigación que se realizó en 2009, el 72% de la población calificó su identidad como afgana primero, antes que como étnica.
Si bien la cultura nacional del Afganistán no es uniforme, al mismo tiempo, los diversos grupos étnicos no tienen límites claros entre sí y hay mucha superposición. Aunque todos los grupos étnicos del Afganistán comparten una cultura muy similar, hay ciertas tradiciones y celebraciones que cada grupo étnico ha adoptado de los demás. Por ejemplo, el Nouruz es un festival de Año Nuevo, que celebran varios grupos étnicos del Afganistán.

## Grupos étnicos

### Aimak
Aimak, que significa "tribu" en turco-mongólico, no es una denominación étnica, pero diferencia a los pastores seminómadas y a los grupos tribales agrícolas de diversos orígenes étnicos, como los tayikos, los hazaras y los baluch, que se formaron en los siglos XVI y XVII. Viven entre personas no tribales en las zonas occidentales de las provincias de Bādgīs, Ġawr y Herāt. Son musulmanes suníes, hablan el dialecto aimaq del persa cerca del dari y se refieren a sí mismos con designaciones tribales. Las estimaciones de población varían mucho, desde menos de 500.000 hasta alrededor de 800.000 personas.

### Baloch

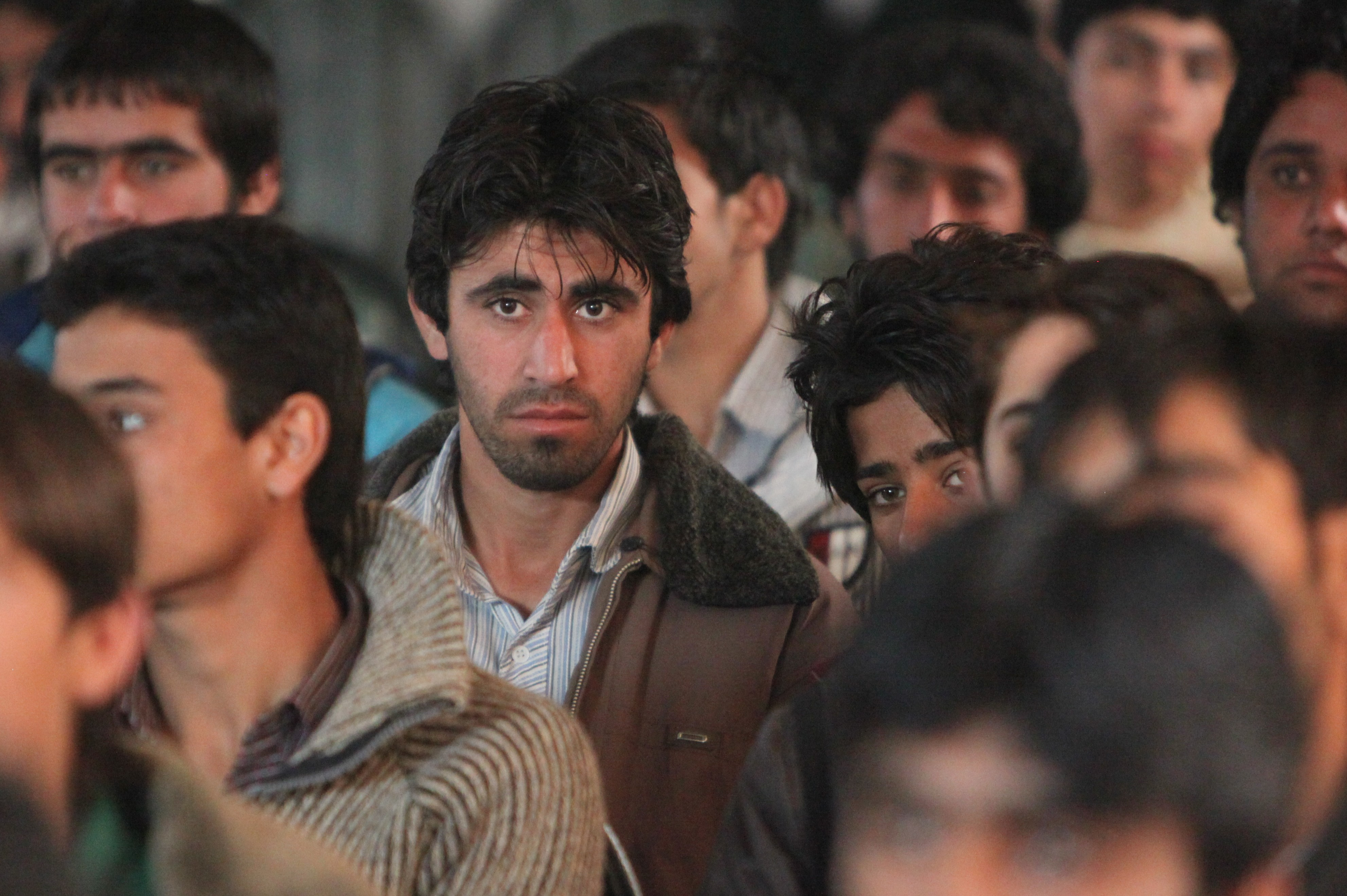
Baluchis en la provincia de Nimruz, Afganistán

Los Baluchi quienes hablan el idioma baluchi que se encuentran principalmente en la región de Baluchistán en Afganistán y sus alrededores. En los años 90 su número se calculó en 100.000, pero hoy en día son alrededor de 200.000. Son principalmente pastores y habitantes del desierto, los Baluchi son también musulmanes suníes. 

### Hazara

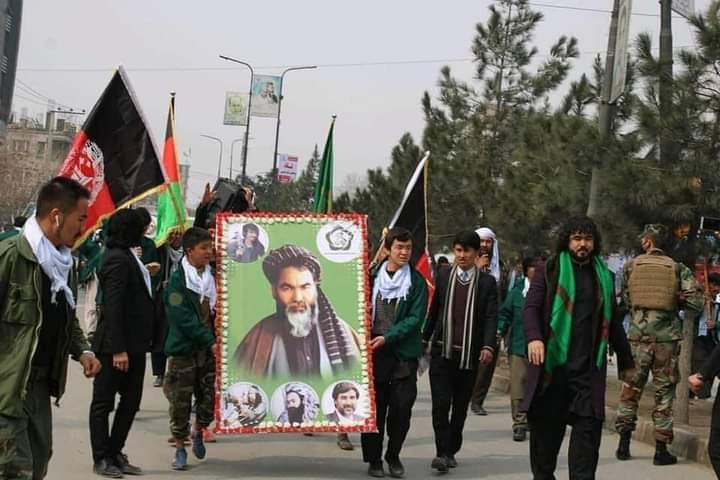
Hazaras de Afganistán

Los Hazara son el tercer grupo étnico más grande de Afganistán. Residen principalmente en la región de Hazarajat, en el centro de Afganistán. Lingüísticamente los Hazara hablan un dialecto del persa darí, conocido como Hazaragi o hazara, y a veces su variante está intercalada con algunas palabras turcas y mongólicas. La mayoría de los Hazaras practican el Islam chiita, mientras que algunas de sus minorías son suníes. Son entre 6 y 7 millones.
Algunos Hazaras notables de Afganistán incluyen: Karim Khalili, Sultan Ali Keshtmand, Sima Samar, Ramazan Bashardost, Azra Jafari y Rohullah Nikpai entre otros.

### Nuristaní

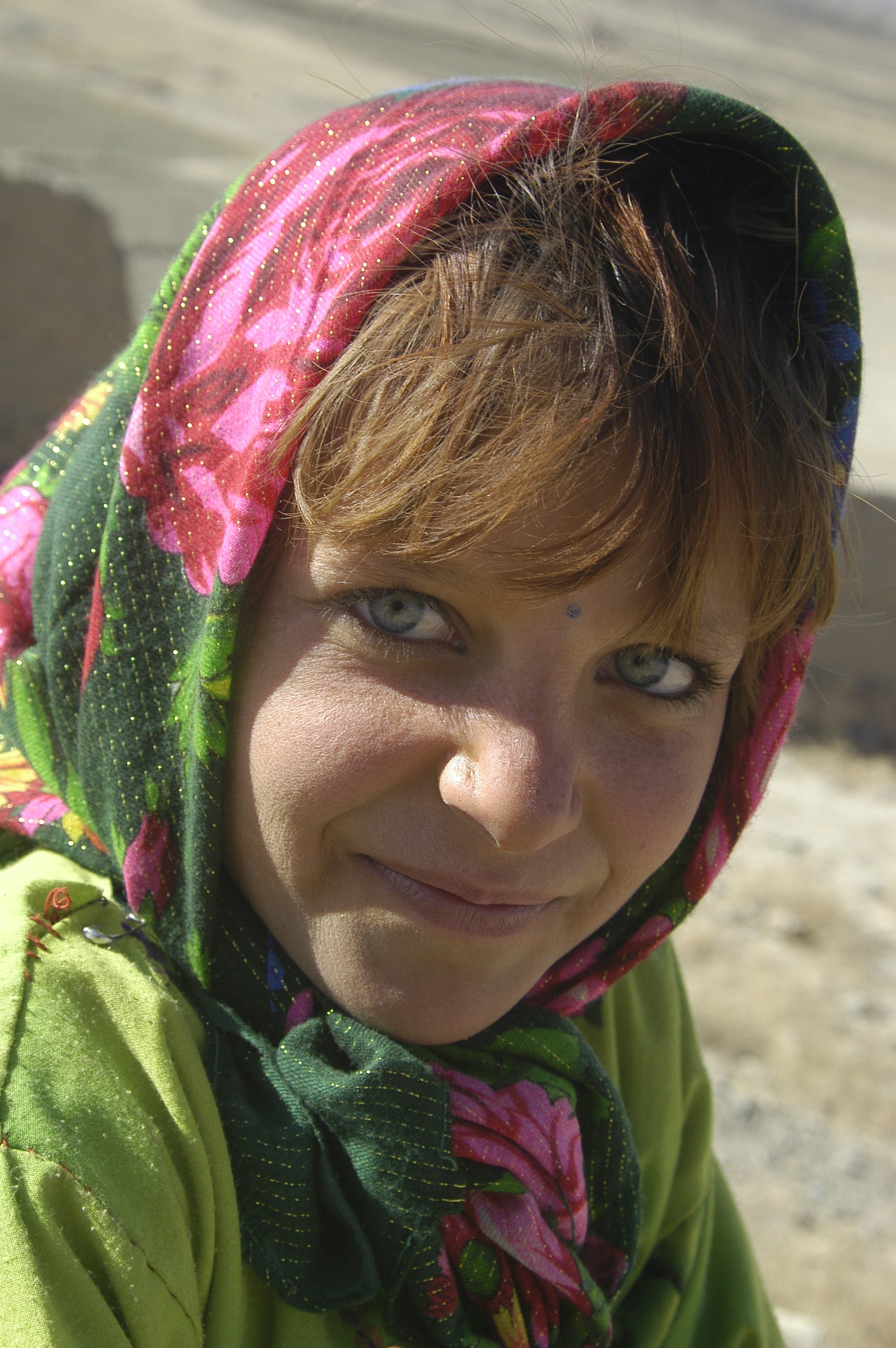
Niña Nuristaní

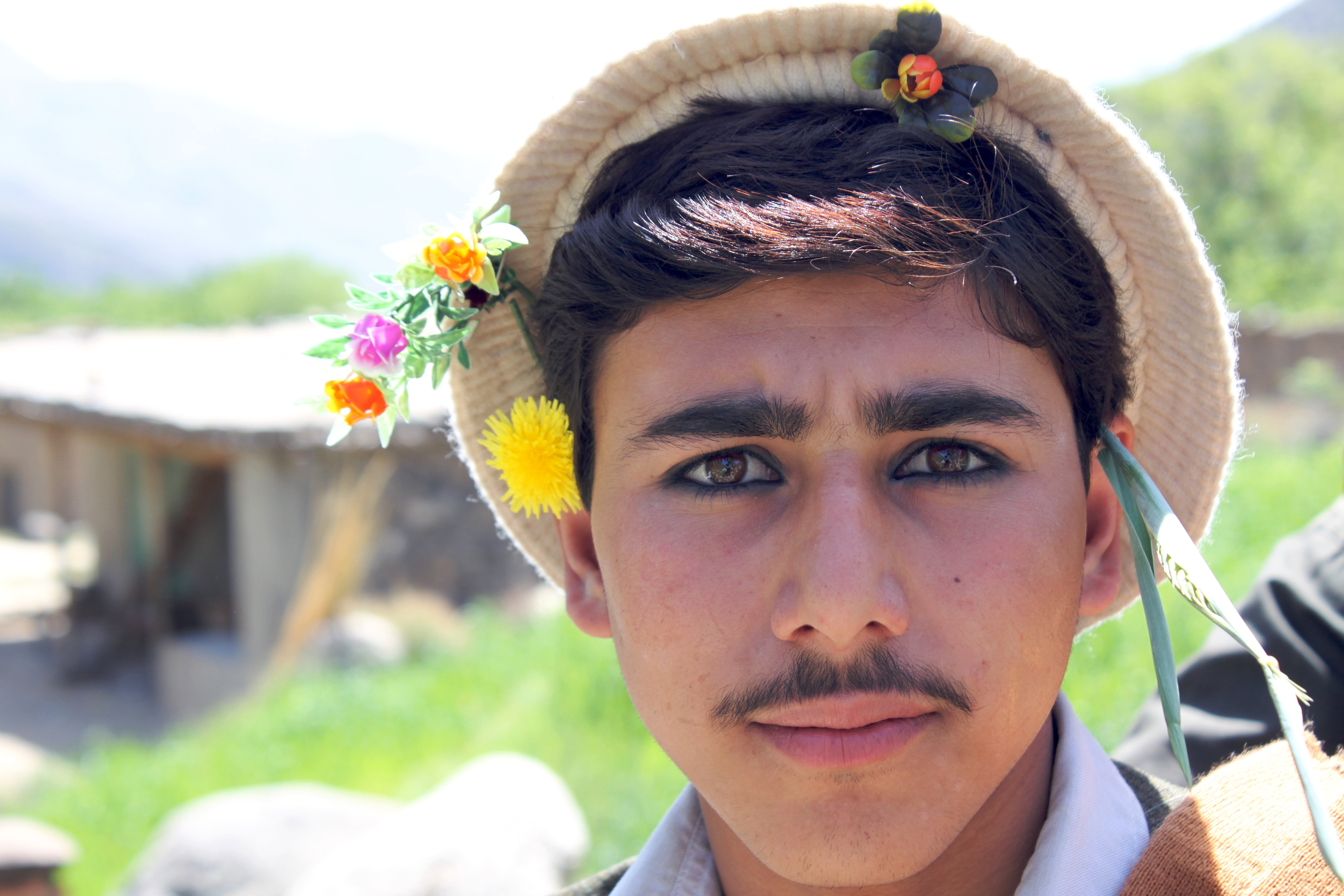
Niño Pashai

Los nuristaníes son un pueblo indo-iraní, que representa una tercera rama independiente de los pueblos arios (indo-arios, iraníes y nuristaníes), que viven en regiones aisladas del noreste del Afganistán, así como al otro lado de la frontera, en el distrito de Chitral en Pakistán. Hablan una variedad de idiomas nuristaníes. Más conocidos históricamente como los "Kafires" de lo que antes se conocía como "Kafiristán" (tierra de paganos), se convirtieron al Islam durante el gobierno del Emir Abdur Rahman Khan y su país pasó a llamarse "Nuristán", que significa "Tierra de la Luz" (como la luz del Islam). Una pequeña porción no conquistada del Kafiristán, habitada por el pueblo kalash que todavía practica su religión preislámica, sigue existiendo al otro lado de la frontera en las tierras altas de Chitral, en el noroeste del Pakistán. Muchos nuristaníes creen que son descendientes de los antiguos griegos de Alejandro Magno, pero hay una falta de evidencia genética para esto y es más que probable que sean un grupo aislado de los primeros invasores arios. Físicamente, los nuristaníes son de la subespecie mediterránea con cerca de un tercio de rubio recesivo. Siguen el Islam suní como la mayoría de los otros afganos. La población en los años 90 fue estimada en 125.000 por algunos; los nuristaníes prefieren una cifra de 300.000.

### Pastún

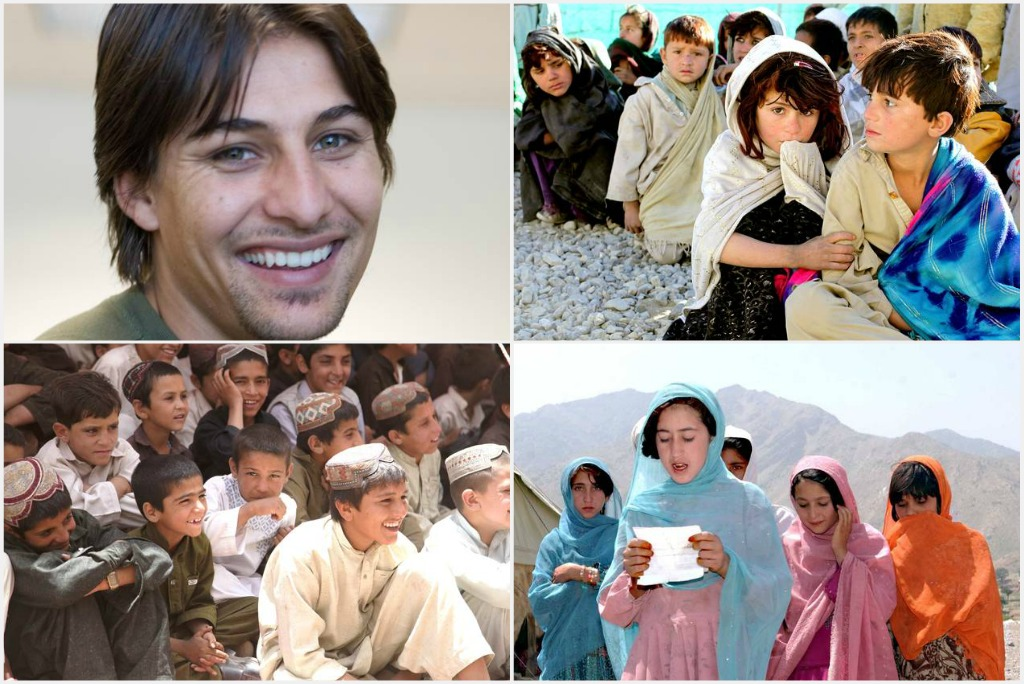
Pastúnes de Afganistán

Los Pastúnes constituyen el grupo étnico más grande de Afganistán, comprendiendo entre el 38% y el 42% de la población del país. 
Su principal territorio, a veces llamado Pastunistán está entre las montañas del Hindu Kush en Afganistán y el Río Indo en el vecino Pakistán, donde son el segundo grupo étnico más grande. Después del surgimiento de la dinastía Hotaki en 1709 y del imperio Durrani en 1747, los pastúnes se expandieron formando comunidades al norte del Hindu Kush y en otras partes de Afganistán.

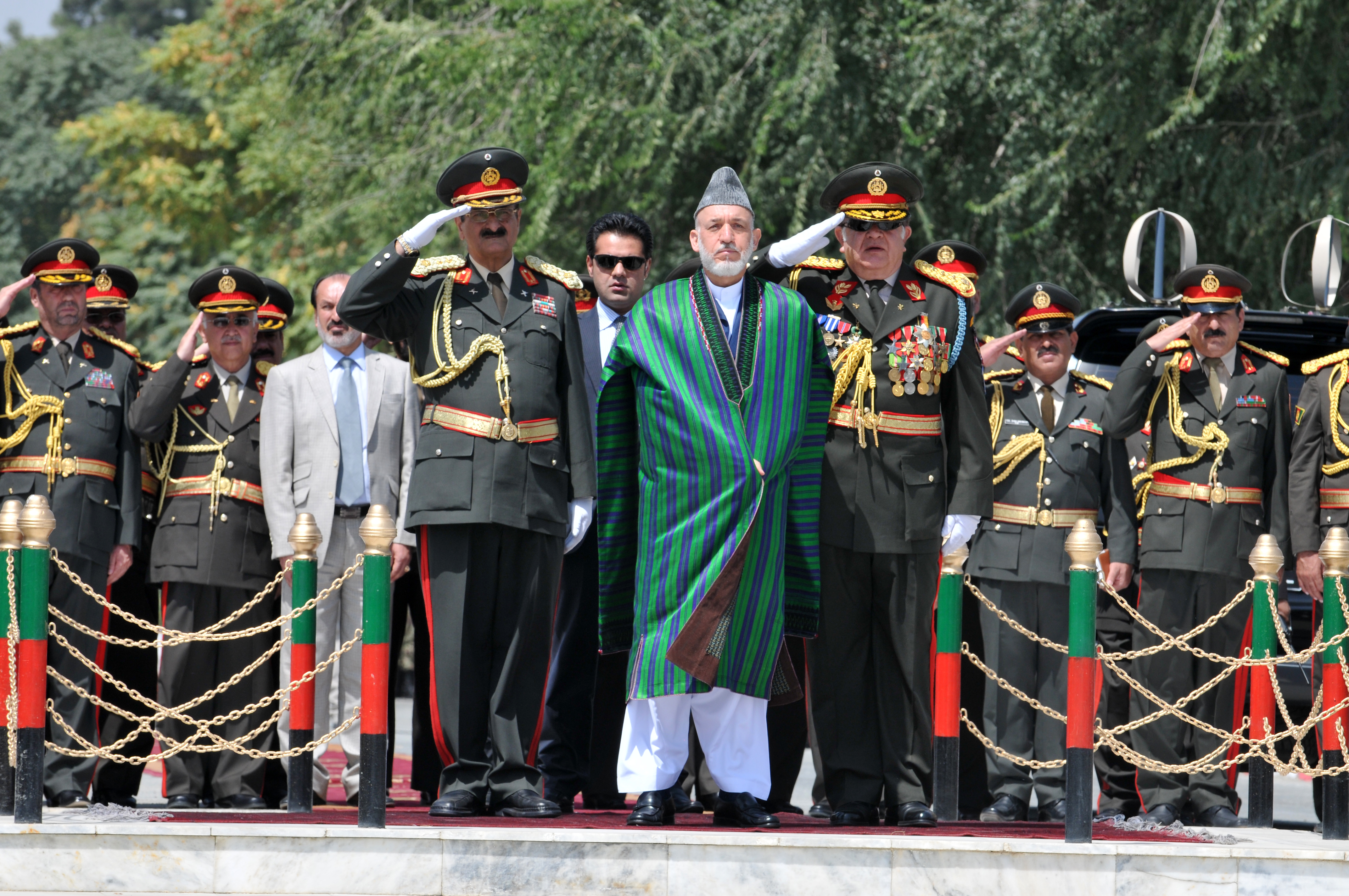
El Presidente afgano Hamid Karzai en el Día de la Independencia afgana de 2011 en Kabul

Hay teorías contradictorias sobre el origen del pueblo pastún, tanto entre los historiadores como entre los propios pastunes. Una variedad de grupos antiguos con epónimos similares a los de los Pukhtun como posibles antepasados de los pastunes modernos. El historiador griego Heródoto mencionó a un pueblo llamado Pactyans, que vivía en la Aracosia Sátrapa de los aqueménidas ya en el primer milenio antes de Cristo. Desde el siglo III d. C. en adelante, se les conoce principalmente con el etnónimo "afgano", un nombre que se cree que les dieron los vecinos persas. Algunos creen que la etnia afgana es una adaptación del etnónimo Prakrit Avagana, atestiguado en el siglo VI EC. Se utilizó para referirse a un ancestro legendario común conocido como "Afghana", propagado para ser nieto del rey Saúl de Israel..
Según estudiosos como Vladímir Minorski y otros, el nombre afgano aparece en el libro de geografía Hudud al-Alam de 982 DC. Al-Biruni se refirió a un grupo de afganos en el siglo XI como diversas tribus que vivían en las montañas de la frontera occidental de la antigua India y Persia, que sería la zona comprendida entre las montañas del Hindu Kush en Afganistán y el río Indo en lo que hoy es el Pakistán. Según otras fuentes, algunos pastunes podrían ser las tribus perdidas de Israel que se convirtieron al Islam durante el Imperio Árabe. Desde el siglo XIII, algunas tribus pashtunes conquistaron áreas fuera de su tradicional patria pastún empujando más profundamente en Asia del sur, a menudo formando reinos como el Sultanato de Delhi.
La identidad nacional afgana moderna se desarrolló a mediados del siglo XVIII bajo el gobierno de Ahmad Shah Durrani, quien unió a todas las tribus y formó el último imperio afgano. Los pastunes son los gobernantes tradicionales de Afganistán desde el surgimiento de la dinastía Hotaki en 1709 o más específicamente cuando se creó el Imperio durrani en 1747. Practican el Islam sunita y siguen la escuela de pensamiento Hanafí. La administración del expresidente Hamid Karzai, estuvo dominada por ministros pastunes.
Algunos pastunes notables del Afganistán son: Hamid Karzai, Ashraf Ghani, Nazo Tokhi, Wazir Akbar Khan, Abdul Ahad Mohmand, Zalmay Khalilzad, la  niña afgana, Hedayat Amin Arsala, Zalmai Rassoul, Mohammed Omar, Gulbuddin Hekmatyar, Ahmad Zahir, Suhaila Seddiqi, Shukria Barakzai, entre otros.

### Sadat
Reclamando descendencia de la familia del Profeta, los Sayyids ocupan un lugar venerado en Afganistán. La mayoría, centrada en Balkh y Kunduz en el norte y Nangarhar en el este, son musulmanes sunitas, pero hay algunos en la provincia de Bamiyán y en otros lugares que se adhieren al islam chií. Estos se conocen a menudo como Sadat, una palabra que tradicionalmente "en la zona norte de Hejaz y en la India británica se aplicaba con indiferencia a la posteridad de Hasan y Hussein (los primeros mártires chiitas), hijos de Ali y nietos de Mohammad.
El 13 de marzo de 2019 Al dirigirse a la gran reunión de Sadat en el palacio presidencial, el presidente afgano M. Ashraf Ghani dijo que emitirá un decreto sobre la inclusión de la etnia “Sadat” como grupo étnico en el país. En declaraciones a ancianos tribales y jóvenes del grupo étnico Sadat en el Palacio Presidencia, Ghani dijo que los Sadat de Afganistán ha sido un modelo y una idea definida como un activo espiritual en las ciencias sociales. Se espera que el presidente Ghani emita un decreto sobre la escritura de Sadat como una etnia en el Documento de identidad afgano(e-Tazkira), dijo Shah Hussain Mortazavi, portavoz adjunto del presidente Ghani en un comunicado, y se agregue como "tribu Sadat" en el Documento de identidad afgano.

### Tayikos

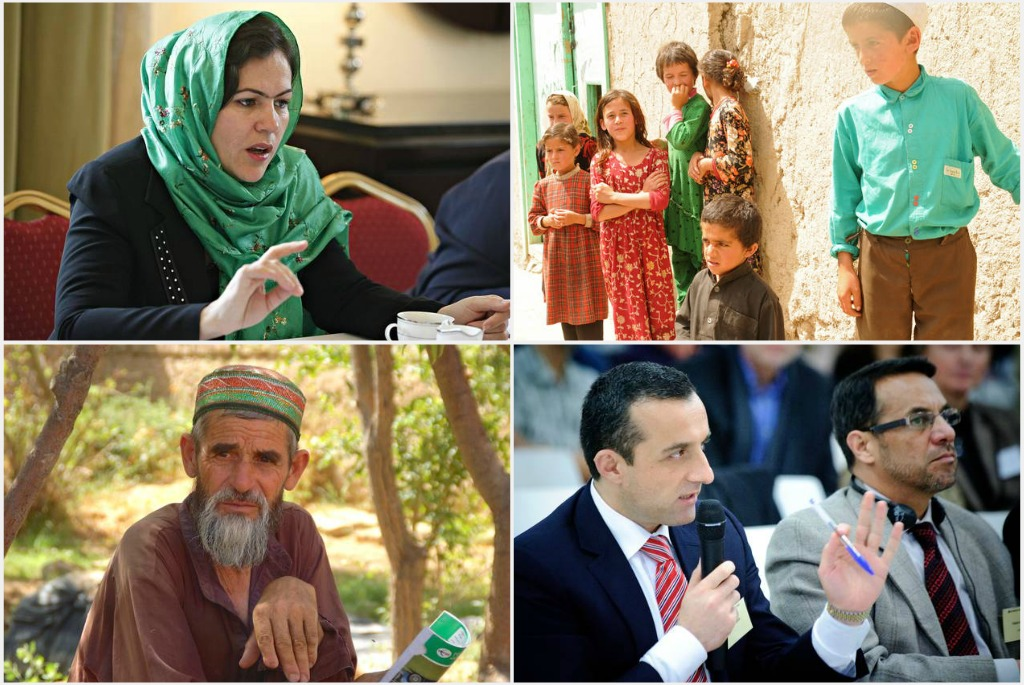
Tayikos de Afganistán

Los tayikos constituyen el segundo grupo étnico más grande del Afganistán. Son un pueblo nativo de habla persa. Como autodenominación, el término tayiko, que anteriormente había sido más o menos peyorativo, se ha vuelto aceptable sólo durante las últimas décadas, en particular como resultado de la administración soviética en Asia Central. Los nombres alternativos para los tayikos son Fārsī (persa), Fārsīwān (hablante de persa) y Dīhgān (cf. en tayiko, Деҳқон, literalmente "agricultor o aldeano asentado", en un sentido más amplio "asentado" en contraste con "nómada").
Al igual que el resto de los grupos étnicos de Afganistán, el origen de los tayikos es un misterio. Solo pudieron gobernar y al mismo tiempo legitimar su gobierno como segundos o incluso como subgobernantes inmediatos con alguna influencia significativa sobre los extranjeros, con la excepción del breve gobierno de 10 meses de Habibulá Kalakani en 1929.5 El total El número de tayikos en Afganistán era de alrededor de 4,3 millones en 1995, y la Encyclopædia Britannica explica que a principios del siglo XXI constituían alrededor de una quinta parte de la población.
Los tayikos son el principal grupo étnico del vecino Tayikistán, un país que se creó al norte de Afganistán en 1991. Durante finales del siglo XIX y principios del XX, un gran número de tayikos de Asia Central huyeron de la conquista de su tierra natal por el Ejército Rojo del Imperio ruso y se establecieron en el norte de Afganistán.
En Afganistán, los tayikos son mayoría en la ciudad de Herat. La ciudad de Mazar-e Sarif es 60% tayika, Kabul es aproximadamente el 45% y Gazni el 50% . Se sabe que muchos están enrolados en la Fuerzas de seguridad nacionales afganas, mientras que otros de las principales ciudades son burócratas, médicos, maestros, profesores, comerciantes y tenderos. Otros viven en áreas rurales, particularmente en Badajshán, y se dedican a la agricultura.
Algunos tayikos notables de Afganistán son: Habibulá Kalakani, Burhanuddin Rabbani, Ahmad Shah Masud, Mohammed Fahim, Ismail Khan, Massouda Jalal, y Fawzia Koofi entre otros.

### Turcomanos
Los turcomanos son un grupo étnico de habla turca más pequeño en Afganistán. Son musulmanes sunitas y sus orígenes son muy similares a los de los uzbecos. Sin embargo, a diferencia de estos, los turcomanos son tradicionalmente un pueblo nómada (aunque se vieron obligados a abandonar esta forma de vida en el propio Turkmenistán bajo el dominio soviético). En la década de 1990, su número se estimó en alrededor de 200.000.

### Uzbekos

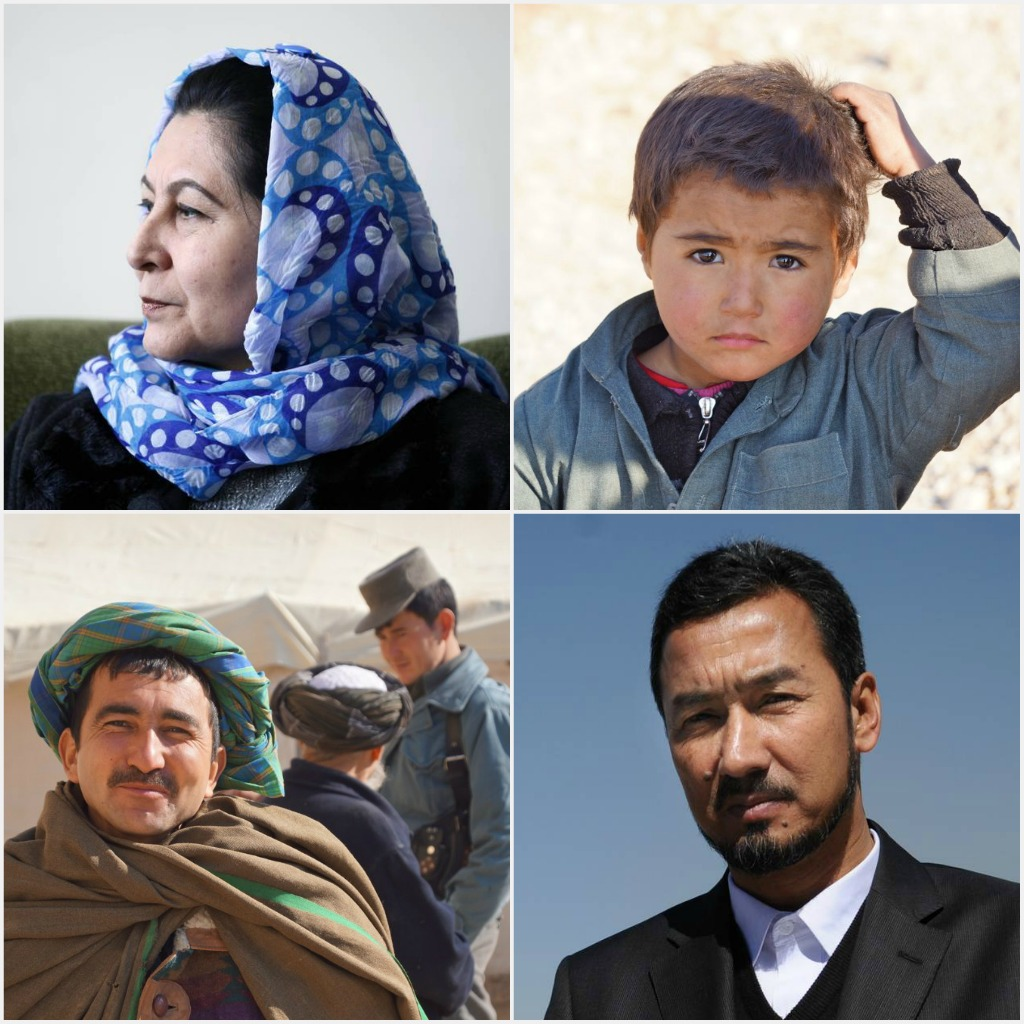
Uzbekos de Afganistán

Los Uzbekos son el principal pueblo turco de Afganistán cuyo territorio natal se encuentra en las regiones del norte del país. Lo más probable es que los uzbekos emigraron con una ola de invasores turcos y se mezclaron con las tribus iraníes locales con el tiempo para convertirse en el grupo étnico que son hoy. En el siglo XVI, los uzbekos se habían establecido en toda Asia Central y llegaron a Afganistán tras las conquistas de Muhammad Shaybani. Los uzbekos de Afganistán son musulmanes sunitas y hablan Idioma uzbeko con fluidez. En la década de 1990 se estimaba que los uzbecos que vivían en Afganistán eran aproximadamente 1,3 millones, pero ahora se cree que son 2 millones.

### Grupos más pequeños
Los grupos más pequeños incluyen Mogol, Pashai, Pamiri, Kirguís, Árabes y Gujjar.

## Distribución
De las principales etnias, la distribución geográfica puede ser variada. No obstante, hay generalmente ciertas regiones en las que uno de los grupos étnicos tiende a dominar la población. Los pastunes, por ejemplo, están muy concentrados en el sur del Afganistán y en partes del este, pero no obstante existen grandes minorías en otros lugares. Los tayikos están muy concentrados en el noreste, pero también forman grandes comunidades en otros lugares, como en el oeste de Afganistán. Los hazaras tienden a concentrarse principalmente en la región más amplia "Hazarajat" del centro de Afganistán, mientras que los uzbekos están poblados principalmente en el norte. Algunos lugares son muy diversos: como la ciudad de Kabul por ejemplo ha sido considerada un "crisol" donde residen grandes poblaciones de los principales grupos étnicos, aunque tradicionalmente con una identidad distinta de "Kabuli". Las provincias de Gazni, Kunduz, Kabul y Jawzjān se destacan por su notable diversidad étnica.

## Composición étnica
La población de Afganistán se estimó en 2017 en 29,2 millones. De estos, 15 millones son hombres y 14,2 millones mujeres. Aproximadamente el 22% de ellos viven en áreas urbanas y el 78% restante vive en áreas rurales. Otros 3 millones de afganos están alojados temporalmente en los vecinos Pakistán e Irán, la mayoría de los cuales nació y se crio en esos dos países. Esto hace que la población afgana total sea de alrededor de 33:332.025, y su tasa de crecimiento actual es del 2,34%.
El gobierno afgano anunció que comenzará a emitir tarjetas de identificación electrónica (e-Tazkiras) en las que se proporcionará la etnia de cada ciudadano en la solicitud. Se espera que este proceso revele las cifras exactas sobre el tamaño y la composición de los grupos étnicos del país.
En el siguiente cuadro se muestra una distribución aproximada de los grupos étnicos:
| Grupo étnico                                                     | Libro de datos mundial / Estudios de países de la Biblioteca del Congreso de EE.UU (actual) | Libro de datos mundial / Estudios de países de la Biblioteca del Congreso de EE.UU (estimaciones pre-2004) |
| ---------------------------------------------------------------- | ------------------------------------------------------------------------------------------- | --- |
| Pastún                                                           | 42%                                                                                         | 38-50% |
| Tayikos                                                          | 27%                                                                                         | 25-26.3% (of this 1% is Qizilbash)                                                                         |
| Hazara                                                           | 9%                                                                                          | 12-19% |
| Uzbeko                                                           | 9%                                                                                          | 6-8% |
| Aimak                                                            | 4%                                                                                          | 500,000 to 800,000 individuos                                                                              |
| Turcomanos                                                       | 3%                                                                                          | 2.5% |
| Baluchi                                                          | 2%                                                                                          | 100,000 individuos                                                                                         |
| Otros (Pashai, Nuristaní, Árabes, Brahui, Pamiri, Kirguís, etc.) | 4%                                                                                          | 6.9% |

La estimación reciente en el cuadro anterior está respaldada por las encuestas de opinión nacionales recientes a continuación, que tenían como objetivo conocer cómo se sentía un grupo de aproximadamente 804 a 13,943 residentes locales en Afganistán sobre la guerra actual, la situación política, así como los problemas económicos y sociales que afectan su vida diaria. La Fundación Asia realizó diez encuestas entre 2004 y 2018 (en la tabla siguiente se muestra una muestra; la encuesta de 2015 no contenía información sobre el origen étnico de los participantes) y una entre 2004 y 2009 mediante un esfuerzo combinado de la radiodifusión. empresas NBC News, BBC y ARD.
| Ethnic group                             | "Afganistán: dónde están las cosas" (2004–2009) | "Una encuesta del pueblo afgano" (2006) | "Una encuesta del pueblo afgano" (2007) | "Una encuesta del pueblo afgano" (2012) | "Una encuesta del pueblo afgano" (2014) | "Una encuesta del pueblo afgano" (2018) |
| ---------------------------------------- | ----------------------------------------------- | --------------------------------------- | --------------------------------------- | --------------------------------------- | --------------------------------------- | --------------------------------------- |
| Pastun                                   | 38-46%                                          | 40.9%                                   | 40%                                     | 40%                                     | 40%                                     | 37%                                     |
| Tayikos                                  | 37-39%                                          | 37.1%                                   | 35%                                     | 33%                                     | 36%                                     | 37%                                     |
| Hazara                                   | 6-13%                                           | 9.2%                                    | 10%                                     | 11%                                     | 10%                                     | 10%                                     |
| Uzbeko                                   | 5-7%                                            | 9.2%                                    | 8%                                      | 9%                                      | 9%                                      | 9%                                      |
| Aimak                                    | 0-0%                                            | 0.1%                                    | 1%                                      | 1%                                      | 1%                                      | 1%                                      |
| Turcomanos                               | 1-2%                                            | 1.7%                                    | 3%                                      | 2%                                      | 2%                                      | 2%                                      |
| Baluchi                                  | 1-3%                                            | 0.5%                                    | 1%                                      | 1%                                      | 1%                                      | 1%                                      |
| Others (Pashai, Nuristaní, Árabes, etc.) | 0-4%                                            | 1.4%                                    | 2%                                      | 3%                                      | 5%                                      | 5%                                      |
| Sin opinión                              | 0-2%                                            | 0%                                      | 0%                                      | 0%                                      | 0%                                      | 0%                                      |